# Tomohiko Murayama
Tomohiko Murayama (født 22. august 1987) er en japansk fodboldspiller, som spiller for den japanske fodboldklub Matsumoto Yamaga FC.